# Pellenes limbatus
Pellenes limbatus là một loài nhện trong họ Salticidae.
Loài này thuộc chi Pellenes. Pellenes limbatus được Wladislaus Kulczynski miêu tả năm 1895.